# Tsukune

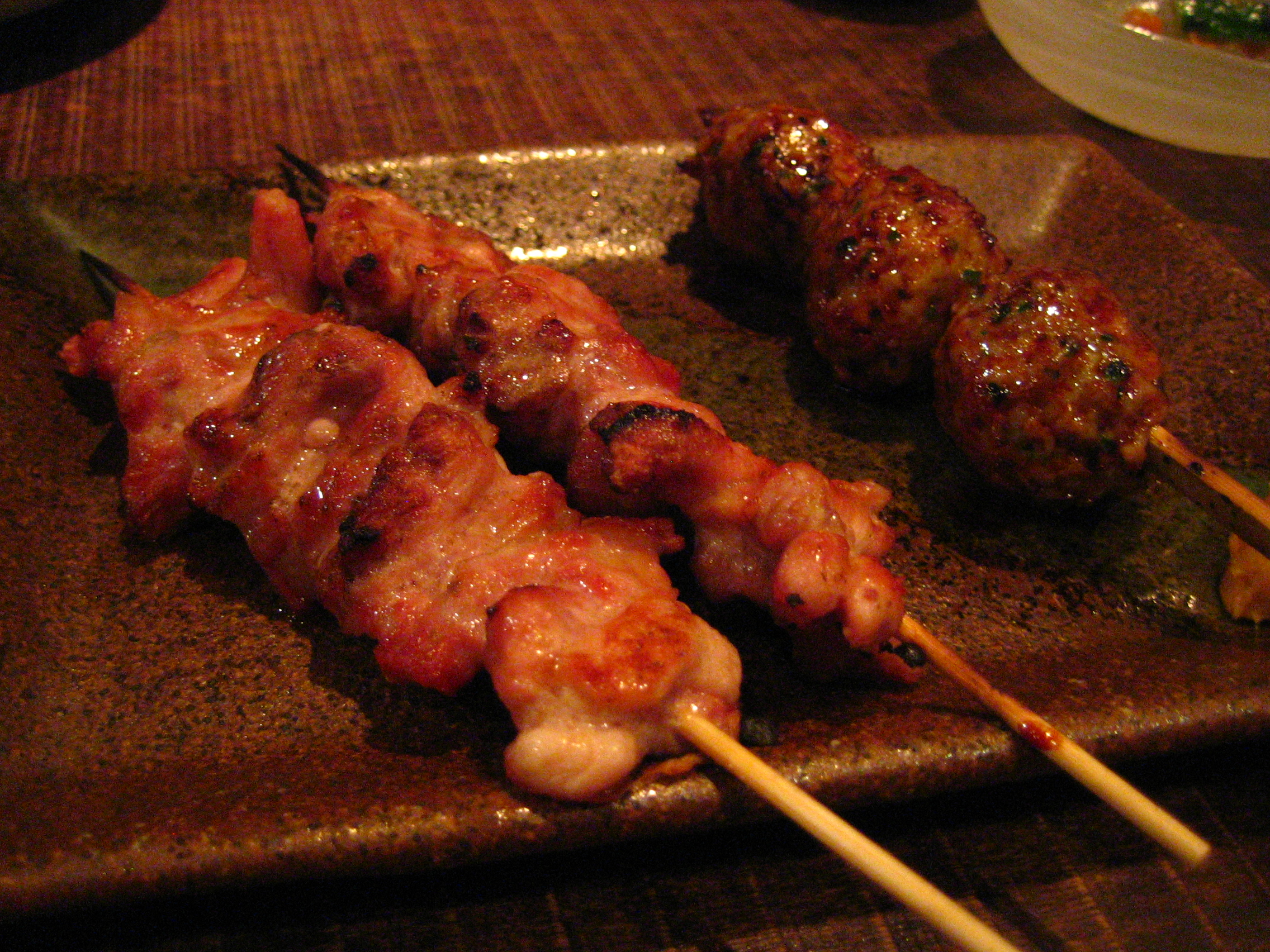
Seseri y tsukune.

El tsukune (つくね?) es un albóndiga de pollo japonesa cocinada con mayor frecuencia al estilo yakitori (pero puede freírse u hornearse) y cubierta a veces de salsa de soja dulce.

## Tsukune de pollo
Contiene espesantes que se agregan a la carne de pollo molida muy finamente, tales como el huevo, ñame triturado o migas de pan; también se le suele agregar carne vacuna, de cerdo, u ocasionalmente pescado. Generalmente se condimenta con raíz de jengibre molido, sal y salsa de soja. La mezcla se amasa y se moldea en una bola de masa para ensartarla en un palillo.
En algunas preparaciones se incluyen también en la mezcla verduras tales como la cebolla de verdeo, shiso (una variedad de perilla roja), y ocasionalmente se le aporta una contextura crujiente con cartílagos de ave picados.
El tsukune forma parte de la preparación usual de oden, un estofado presentado en un caldo dashi ligero.

## Tsukune de pescado
Este término también se refiere a una albóndiga de pescado, que se agrega a la sopa caliente, llamada tsumire-jiru, o sopa de bolas de pescado. Adicionalmente es un ingrediente esencial del tsukune nabe, un plato cocinado al vapor con variedades locales, que se encuentra en algunas regiones de Japón.
Tradicionalmente, el tsukune se preparaba moliendo un filete de pescado con un suribachi en un tazón de molienda, pero actualmente se usan típicamente licuadoras.